# Kunst Galerie Fürth

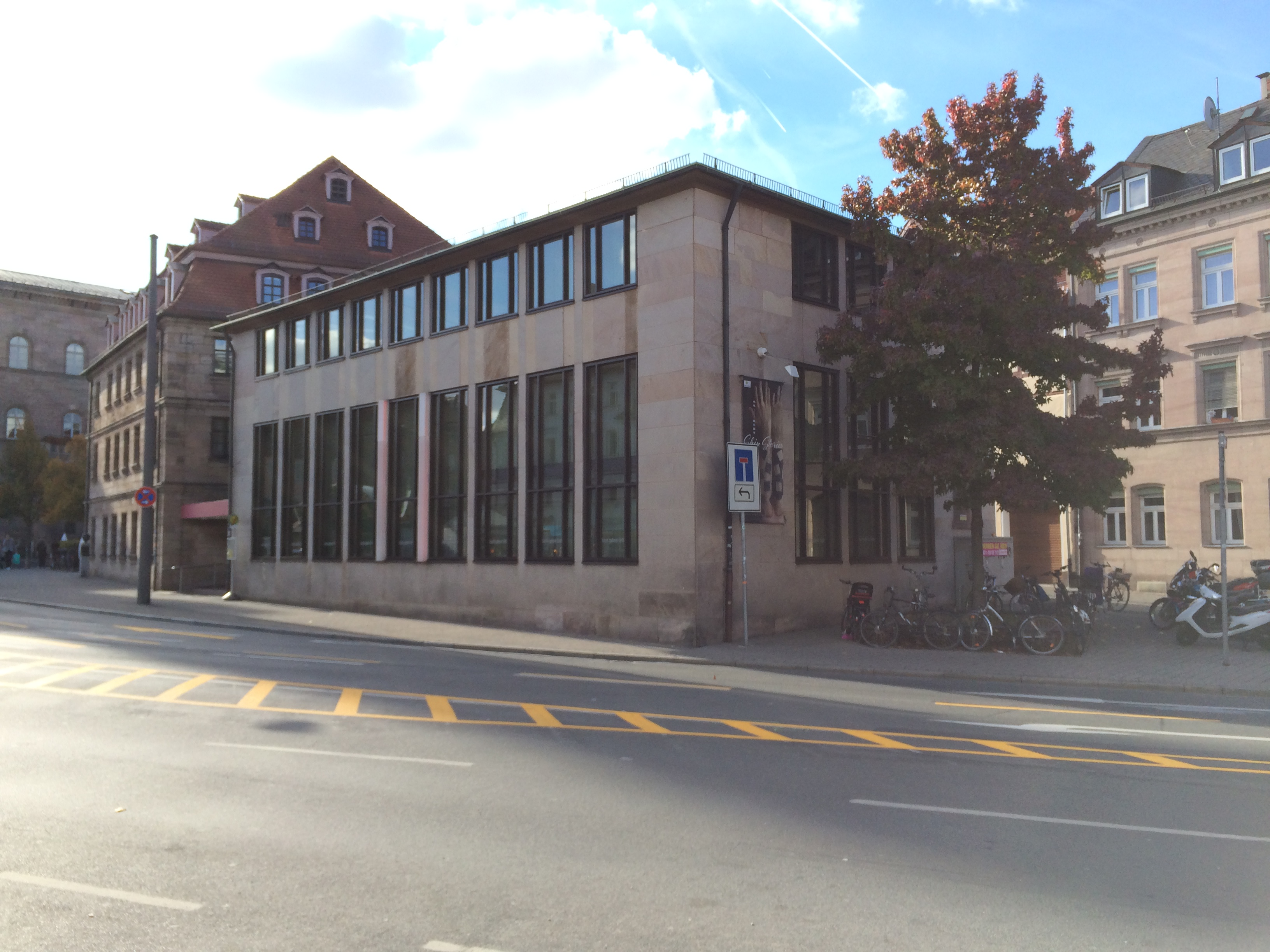
Sitz der kunst galerie fürth

Die Kunst Galerie Fürth (Eigenschreibweise kunst galerie fürth) ist eine kommunale Kunstgalerie, gelegen am Königsplatz in Fürth.

## Geschichte
Initiiert wurde das Projekt von dem Kulturreferenten Gerd Fleischmann, dem Oberbürgermeister Wilhelm Wenning und dem Kulturring C, einem ortsansässigen offenem Verbund bildender Künstler in Zusammenarbeit mit dem Kulturamt der Stadt Fürth.
Mit der Eröffnung der Kunstgalerie erhielt die Stadt Fürth im Herbst 2002 als letzte deutsche Großstadt eine kommunale Kunsthalle. Im ehemaligen Gebäude der Sparkasse erfolgte die Auftaktausstellung mit dem Thema WährungsTausch. Seitdem finden jährlich sechs bis acht Ausstellungen zeitgenössische Kunst statt, sowohl aus der Metropolregion aber auch aus anderen Bundesländern. Thematische Ausstellungen und Ausstellungen der Kunstgeschichte vervollständigen das Angebot. 
Leiter der Kunstgalerie bis 2020 war Hans-Peter Miksch, der nach achtzehn Jahren die Leitung an die Kunsthistorikerin Natalie de Ligt übergab. Die übergeordnete Dienststelle ist das Referat IV – Soziales, Jugend und Kultur der Stadt Fürth.

## Ausstellungen (Auswahl)

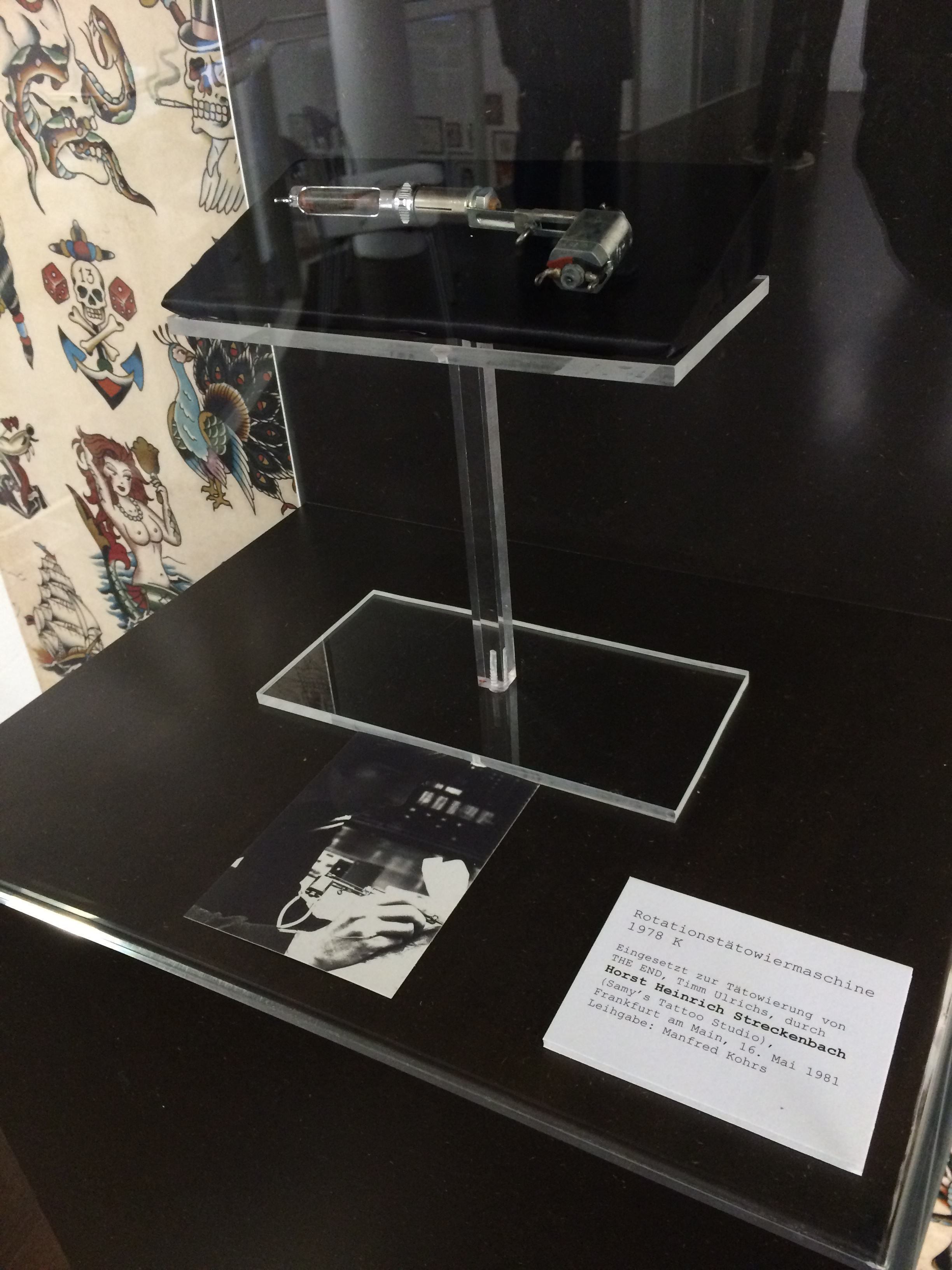
Ausstellungsvitrine in der Ausstellung „skin stories“ 2015.

- 2024: Heino Jaeger - Man glaubt es nicht
- 2020: Christian Rösner - Armes Häschen, bist du krank
- 2019: Marcel van Eeden - Zigmund`s Machine
- 2018: Benno Berneis – Dunkle Sehnsüchte, romantisches Talent
- 2018: Marcus Schwier – draußen und drinnen, StadtRaumKörper[5]
- 2015: Skin Stories, unter anderem mit Natascha Stellmach, Timm Ulrichs, Manfred Kohrs, Wim Delvoye, Simone Pfaff und Volker Merschky.[6] (Projektleiterin Rebecca Suttner)[7]
  - Im Rahmen des Festivals „net:works. kultur und öffentlichkeit zwischen analog und digital“: Filmreihe zur Ausstellung „Skin Stories. Tattoo & Kunst“ in Fürth, Nürnberg, Erlangen und Schwabach; eine Kooperative des Kinos Uferpalast und der kunst galerie fürth. The Broken Circle (OmU, Felix van Groningen, B/NL 2012), Flammend’ Herz (Oliver Ruts, Andrea Schuler, D/CH 2004), Der Tätowierte (dF, Jack Smight, USA 1969), La vida loca (OmU, Christian Poveda, E 2008).
- 2014: line and structure, Rainer Thomas und Günter Walter.
- 2014: today is tomorrow’s yesterday, Justine Otto.
- 2014: BOTOND – Köpfe in der Kunst Galerie Fürth. Botond[8]
- 2011: unscharf / Out of the Blur. Heli Ryhänen.[9][10]
- 2010: Cut.X, unter anderem mit Annette Schröter.
- 2007: short-stories, Ursula Kreutz.
- 2006: elephantenohrenständer, Inge Gutbrod.